# Meilenstein (Roßlau)

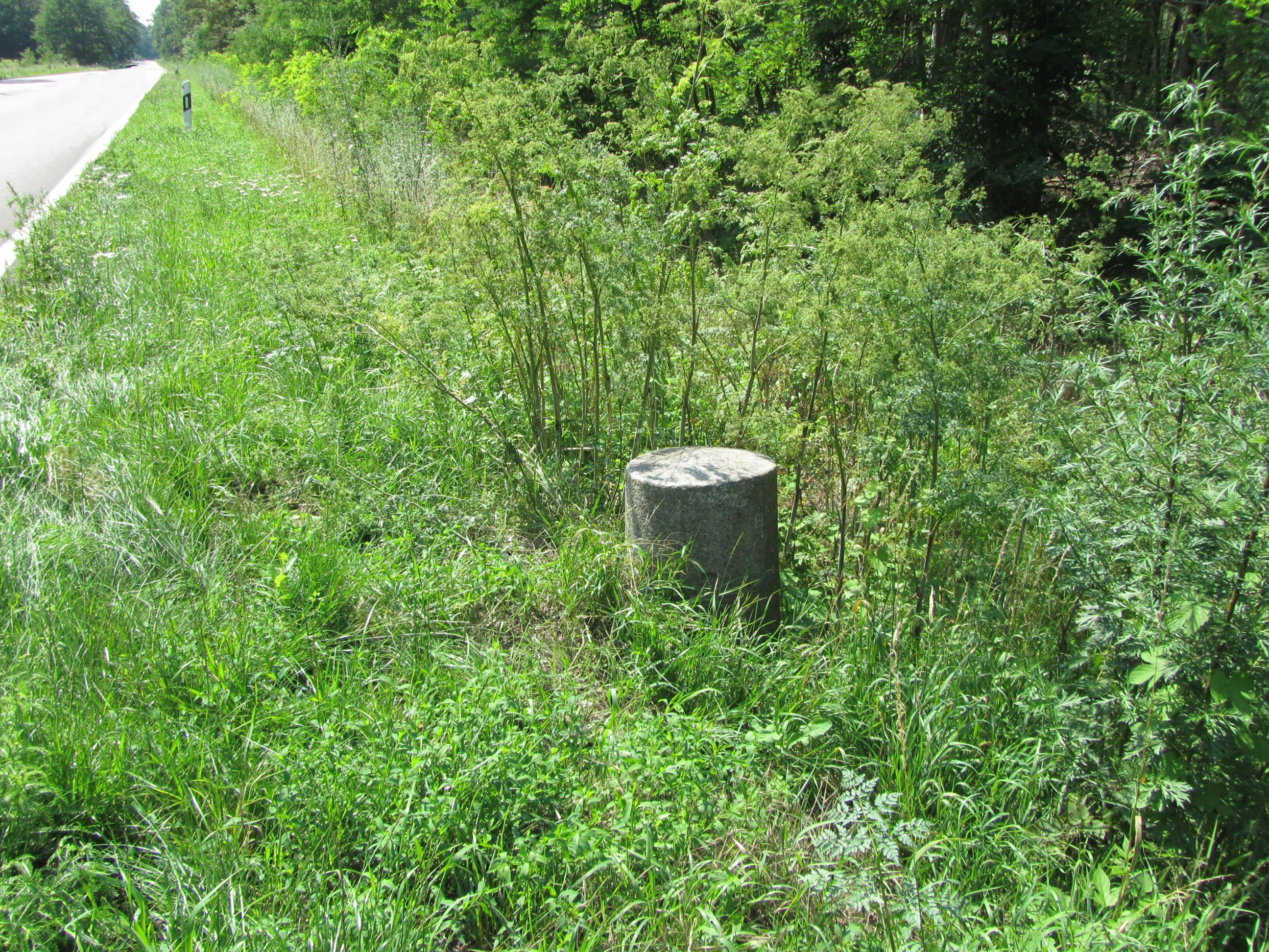
Anhaltischer Meilenstein bei Roßlau

Der Meilenstein bei Roßlau ist ein Kleindenkmal in der Stadt Dessau-Roßlau in Sachsen-Anhalt. Er steht unter Denkmalschutz und ist im Denkmalverzeichnis mit der Erfassungsnummer 094 41433 eingetragen.

## Lage
Nördlich der Elbe, östlich von Roßlau (Elbe), westlich von Klieken beim Jagdhaus Rotall an der Bundesstraße 187, die in diesem Abschnitt Teil der Deutschen Alleestraße ist.

## Geschichte und Gestalt
In Anhalt wurden kurz nach dem Jahr 1850 an den wichtigeren Straßen in regelmäßigen Abständen Meilensteine aufgestellt. Wie die preußischen Meilensteine wurden sie als Rundsockelsteine gestaltet. Ihre Abstände entsprachen einer preußischen Meile (7532 Meter), da man diese als Längenmaß im Jahr 1841 eingeführt hatte. Nullpunkt aller anhaltischen Meilensteine war das Residenzschloss Dessau. Von Dessaus Altstadt steht der Stein heute 10 Kilometer entfernt, so dass er zeitweise – wie die meisten Meilensteine Anhalts – wohl auch als Myriameterstein diente. Inschriften sind heute allerdings nicht mehr lesbar, so dass auch nicht entschieden kann, ob er ursprünglich eine oder zwei Meilen vom Schloss entfernt aufgestellt wurde.
Laut Gollmer stand er zwischen den Kilometersteinen 65,2 und 65,4. Es ist daher sehr wahrscheinlich, dass er als Kilometerstein (in der Position 65,3) eine weitere Verwendung gefunden hat, da sich diese Entfernung nicht auf Dessau bezieht und auch nicht mit dem anderen möglichen Nullpunkt Zerbst/Anhalt in Verbindung zu bringen ist, sondern vielmehr mit der Kilometrierung in Verbindung zu bringen sein dürfte, die der heutigen Bundesstraße und einstigen Reichsstraße entspricht.
Der 80 Zentimeter hohe Meilenstein aus Granit wurde also zweimal, wahrscheinlich sogar dreimal umgesetzt, da zudem die zweimalige Neuvermessung Anhalts in den 1870er Jahren zur Umsetzung auf die neue Meile (7500 Meter) und erst dann auf Kilometer führte. Wie weit dies aber lokal ausgeführt war, bevor der neue Befehl folgte, lässt sich nicht immer nachprüfen.